# Hubert Jones
Hubert Wilson Godfrey Jones (1890. október 7. – 1943 májusa) walesi származású brit katona, ászpilóta.

## Élete

### Ifjúkora
Jones 1890. október 7-én született Llandilo városában, Walesben. 

### Katonai szolgálata
Katonai szolgálatát valószínűleg a háború kitörése körül kezdte. A gyalogságnál szolgált, a 4. walesi ezredben (4th Welsh Regiment), majd 1916. július 22-én belépett a Királyi Repülő Hadtest (Royal Flying Corps) kötelékébe. Ezt megelőzően természetesen pilótaigazolványt szerzett, vizsgáját a hendoni repülőiskolában szerezte Caudron biplán típusú géppel. A 32. repülőszázadhoz osztották be, és itt szerezte meg első légi győzelmét 1916. augusztus 11-én. Szeptember 23-án egy LVG C típusú ellenséges gép lelövésével újabb légi győzelmet aratott. Október 1-jén bevetésre indult és néhány percen belül sikeresen földre kényszerített egy ellenséges gépet, ám gépét lelőtték. Jones csodálatos módon kisebb sérülésekkel megúszta a balesetet és rövidesen visszatért egységéhez. 1916. november 16-án duplázott, megszerezve 5. légi győzelmét és az ászpilóta minősítést. A háború során még két légi győzelmet aratott, mindkettőt a 32. század kötelékében. 1917. február 15-én és március 21-én sérült meg súlyosabban, visszatérését követően pedig a 19. és a 24. repülőszázadokban szolgált.
Kitüntették a Brit Katonai Kereszttel (Military Cross) és a Légierő Kereszttel (Air Force Cross).
1943-ban hunyt el. 

### Légi győzelmei
| Sorszám | Dátum                | Egysége               | Repülőgépe | Ellenfele    |
| ------- | -------------------- | --------------------- | ---------- | ------------ |
| 1       | 1916. augusztus 11.  | 32. brit repülőszázad | D.H.2      | Fokker E     |
| 2       | 1916. szeptember 23. | 32. brit repülőszázad | D.H.2      | LVG C        |
| 3       | 1916. október 1.     | 32. brit repülőszázad | D.H.2      | Ismeretlen   |
| 4       | 1916. november 16.   | 32. brit repülőszázad | D.H.2      | Ismeretlen   |
| 5       | 1916. november 16.   | 32. brit repülőszázad | D.H.2      | Ismeretlen   |
| 6       | 1917. február 5.     | 32. brit repülőszázad | D.H.2      | Albatros D.I |
| 7       | 1917. február 15.    | 32. brit repülőszázad | D.H.2      | Albatros D.I |